# Stockay (Jalhay)
Pour les articles homonymes, voir Stockay (homonymie).
Stockay est un hameau belge situé en province de Liège dans la commune de Jalhay.
Avant la fusion des communes de 1977, Stockay faisait partie de la commune de Sart-lez-Spa. 

## Situation et description
Implanté sur la rive gauche et le versant sud en pente douce du Wayai, Sockay est un hameau d'Ardenne se trouvant à 1,5 km au sud de Sart-lez-Spa. Le hameau est principalement constitué de constructions récentes de type pavillonnaire.

## Activités
Stockay possède une auberge au bord du Wayai, un restaurant et un camping.
Le camping Spa d'Or sert actuellement de centre d'accueil aux réfugiés